# 영덕경찰서
영덕경찰서(盈德警察署, Yeongdeok Police Station)는 경상북도경찰청이 관할하는 경찰서 중 하나이다. 경상북도 일대를 관할한다. 경상북도 영덕군 영덕읍 남산1길 14(남산리 59-3)에 위치하고 있다.
서장은 총경으로 보한다.

## 기본 정보
- 주소: 경상북도 영덕군 영덕읍 남산1길 14(남산리 59-3)
- 우편번호: 766-800

## 관할 파출소
영덕경찰서는 6개의 파출소를 산하에 두고 있다.
| 명칭       | 사진 | 주소                   | 관할구역       | 치안센터     |
| ---------- | ---- | ---------------------- | -------------- | ------------ |
| 영덕파출소 |      | 영덕읍 중앙길 89       | 영덕읍, 지품면 | 지품치안센터 |
| 강구파출소 |      | 강구면 동해대로 7173-3 | 강구면, 달산면 | 달산치안센터 |
| 영해파출소 |      | 영해면 예주3길 10-1    | 영해면, 창수면 | 창수치안센터 |
| 축산파출소 |      | 축산면 영덕대게로 2049 | 축산면         |              |
| 병곡파출소 |      | 병곡면 병곡길 62       | 병곡면         |              |
| 남정파출소 |      | 남정면 진불길 29       | 남정면         |              |